# 5090 Вієт
5090 Вієт (5090 Wyeth) — астероїд головного поясу, відкритий 9 лютого 1980 року.
Тіссеранів параметр щодо Юпітера — 3,371.